# Antonio Filosa
Antonio Filosa (Castellammare di Stabia, 26 giugno 1973) è un dirigente d'azienda italiano. Nel 2023 è stato nominato come amministratore delegato di Jeep. Il 28 maggio 2025 è stato nominato come nuovo amministratore delegato di Stellantis, con decorrenza dal 23 giugno.

## Biografia
Antonio Filosa è nato il 26 giugno 1973 a Castellammare di Stabia ed è cresciuto a Ostuni, in Puglia, dove ha frequentato il liceo scientifico. Successivamente, si è laureato in ingegneria industriale al Politecnico di Milano e ha conseguito un MBA esecutivo in amministrazione aziendale presso la Fundação Dom Cabral in Brasile.

### Gruppo Fiat
Antonio Filosa iniziò la sua carriera nel 1999 entrando a far parte del Gruppo Fiat. Nel corso degli anni, assunse incarichi di crescente responsabilità in vari ambiti, tra cui produzione, acquisti, logistica, pianificazione strategica, sviluppo prodotto e marketing.
Nel 2006 si trasferì in Brasile, dove lavorò nello stabilimento Fiat di Betim, nello stato di Minas Gerais. Qui ricoprì il ruolo di responsabile della logistica interna, dopo guidò la pianificazione strategica e gli acquisti, divenne vice direttore della produzione, direttore di stabilimento ed infine responsabile WCM Latam. In seguito, venne nominato direttore acquisti per l’America Latina e poi direttore generale di Fiat in Argentina, dove gestì le operazioni industriali e commerciali del gruppo nel Paese.

### Fiat Chrysler Automobiles
Grazie a queste esperienze internazionali, Filosa costruì una solida reputazione come manager operativo e strategico, qualità che favorirono la sua nomina a Chief Operating Officer (COO) per la regione Sud America nel 2018, all’interno di Fiat Chrysler Automobiles (FCA). In questa posizione, Filosa supervisionò le operazioni industriali e commerciali in Brasile, Argentina e altri paesi latinoamericani, gestendo un team di oltre 26.000 dipendenti e coordinando la produzione di veicoli per marchi come Fiat, Chrysler, Jeep, Alfa Romeo, Maserati, Dodge e Ram.
Il suo operato nella realizzazione dello stabilimento di Goiana, divenuto uno dei maggiori poli automobilistici del Sud America, contribuì a lanciare Jeep in Brasile, che divenne rapidamente il principale mercato del marchio fuori dagli Stati Uniti.

### Stellantis
Nel 2023, Filosa venne nominato CEO del marchio Jeep, con l'obiettivo di rilanciare le vendite, in particolare nel mercato nordamericano, dove il marchio stava affrontando un calo delle quote di mercato. Sotto la sua guida, Jeep consolidò la sua leadership fuori dagli Stati Uniti e lanciò modelli di successo come il Jeep Avenger in Europa.
Il 28 maggio 2025, il Consiglio di Amministrazione di Stellantis ha nominato Antonio Filosa nuovo amministratore delegato del gruppo automobilistico, con decorrenza dal 23 giugno. Filosa è subentrato a Carlos Tavares, che si è dimesso dopo un periodo segnato da un calo delle vendite e dei profitti.

## Vita privata
Filosa è sposato con un'architetta brasiliana e ha due figli. È cittadino italiano e brasiliano e ha una passione per la pallanuoto.